# Некрасов Олександр Іванович (композитор)
Олекса́ндр Іва́нович Некра́сов (16 грудня 1946, Красний Кут Саратовської області Росії) — український композитор, науковець, педагог, музичний критик та громадський діяч.
Член Національної спілки композиторів України (1979), Національної всеукраїнської музичної спілки (1992), Національної спілки журналістів України (2005); доцент (1991), заслужений діяч мистецтв України (1995), професор (1996); нагороджений медаллю (1970)

## Біографія
Народився О. І. Некрасов 16 грудня 1946 року в Росії у м. Красний Кут Саратовської області.
Спочатку фахову освіту як баяніст здобув на Волині в Луцькому музичному училищі (1963—1966, класи А. Н. Бідняка і В. А. Короля). Вищу освіту як концертний виконавець, викладач і диригент здобув у Львівській консерваторії імені М. В. Лисенка на відділі народних інструментів (1966—1971, класи М. Ф. Ремаренка та Г. М. Казакова). З 1966 року працював викладачем, а з 1970 по 1973 — директором Турійської дитячої музичної школи, яку на Волині було засновано за його участю. 1973—1977 здобув другу вищу освіту у Львівській консерваторії, але вже на композиторському факультеті (клас композиції професора Р. А. Сімовича). З 1977 працює в Донецькій державній музичній академії імені С. С. Прокоф'єва, де пройшов шлях від викладача до професора кафедри теорії музики та композиції. В 1996—2007 роках був деканом виконавського факультету. З 2000 — професор кафедри композиції і сучасних музичних технологій.

## Творча діяльність
О. Некрасов — автор музики різних жанрів для симфонічного оркестру та оркестрів народних інструментів, хорових та інструментальних творів (для фортепіано, арфи, баяна, домри), вокальних циклів, романсів та пісень на слова народного поета Азербайджану Набі Хазрі, українських поетів В. Гея, П. Маха, М. Рибалки, М. Сингаївського, Й. Струцюка, П. Тичини, І. Чернецького, В. Ладижця, музики для дітей та юнацтва.
Музика композитора часто виконується в Україні, звучала та набула визнання в Італії, Канаді, Латвії, Польщі, Росії, інших країнах. Його твори упродовж значного часу є в репертуарі багатьох провідних виконавців (хорових колективів, інструменталістів та співаків), з успіхом виконувались у концертах Національної Спілки композиторів України, під час хорових асамблей та олімпіад, неодноразово включалися у програми творчих звітів майстрів мистецтв різних регіонів України в Києві. Відомі художні колективи представляли музику митця під час багатьох міжнародних музичних фестивалів «Київ Музик Фест», декількох республіканських фестивалів Київської організації Національної спілки композиторів України «Музичні прем'єри сезону», у програмах фестивалю «Riga Dimd» (Латвія), «Internationales Chorfestivel» в Німеччині, «Chorolympiade» в Австрії, хор-фестах «Золотоверхий Київ», «Південна пальміра» (Одеса), «Organum» (Суми), фестивалі духовних піснеспівів «Від різдва до Різдва» (Дніпропетровськ), «Фестивалю слов'янської фортепіанної музики» (м. Мелітополь Запорізької області), Всеукраїнського «Співочого Собору на Святих Горах» (м. Святогорськ Донецької області), у програмах міжнародних хорових конкурсів імені Лесі Українки (м. Луцьк Волинської області), міжнародному конкурсі студентів-піаністів «Forum International Pedagogique de Musique» (Франція, Париж), Всеросійському конкурсі піаністів у рамках Ш Всеросійської конференції-фестивалю творчості студентів «Юность большой Волги» (Росія, м. Чебоксари), в різноманітних фестивалях дитячої хорової творчості.
Під час участі в міжнародних конкурсах сучасної музики в Ірландії, Італії, Німеччині, Росії, Угорщині, Франції та у Всеукраїнських міжнародних конкурсах з виконанням музики О.Некрасова численні вітчизняні виконавці удостоювалися вищих конкурсних відзнак. Яскравим прикладом є київський камерний хор «Хрещатик» (засновник Л. Бухонська), який виконував твори О.Некрасова у трьох міжнародних конкурсах сучасної музики в країнах Західної Європи (Ірландія, м. Слайго, 1994, перша премія; Німеччина, м. Даупфеталь, I конкурс імені Ф. Мендельсона-Бартольді, 1996, перша премія; Угорщина, м. Дебрецен, XVII конкурс імені Б.Бартока, 1996, третя премія). А серед дитячих художніх колективів постійним виконавцем музики О.Некрасова став хор «Сяйво» Ніжинської дитячої музичної школи (керівник С.Голуб), який також багаторазово представляв його твори в міжнародних конкурсах (1999, VII міжнародний фестиваль дитячої хорової творчості «Співає Київщина», Гран-прі; міжнародний конкурс-фестиваль імені Г.Струве «Артеківські зорі», 2002 та 2004 — перше місце та Кубок фестивалю, 2006 — Гран-прі «Кубок Авдієвського»).
З 1980 року композитором проведено понад 20 авторських концертів (у Києві, Донецьку, на Волині), понад 100 творчих зустрічей з шанувальниками музики та учнівською молоддю. Двічі він ставав переможцем конкурсів українських композиторів на найкращу пісню (1985, 1987). Його музика стала основою декількох повнометражних авторських програм Українського радіо і телебачення та обласних телерадіокомпаній, низку його творів видано, записано у фонди Українського радіо та Донецької обласної державної телерадіокомпанії, придбано Міністерством культури і туризму України.
Науковий, методичний та педагогічний досвід О.Некрасова відображено в його науково-методичних працях — навчальних програмах для музичних академій України і статтях з питань музичної педагогіки та методики роботи з творчою молоддю. Окрім цього на замовлення Міністерства культури і туризму України ним створено низку композицій, в тому числі виданих у збірках педагогічного репертуару, які впроваджуються в навчальний процес у редакціях провідних педагогів України. Музика композитора широко використовується у процесі художнього та музично-естетичного виховання молоді. Не випадково у різних містах України першими виконавцями музики композитора часто ставали художні колективи саме музичних навчальних закладів.
Як один з фундаторів донецької композиторської школи з часу відкриття композиторського факультету в Донецькій музичній академії О.Некрасов підготував ряд талановитих композиторів. Плідно працює у пісенному жанрі його випускниця А.Пачевська, автор багатьох пісень, що увійшли до репертуару Л.Вайкуле, О.Малініна, А.Пугачової, Л.Успенської та інших. Вихованець О.Некрасова С.Вешкін став дипломантом конкурсу молодих композиторів на батьківщині С. С. Прокоф'єва «Україна молода», а І.Андріанов — дипломантом міжнародного конкурсу композиторів «Gradus ad parnassum» і членом Національної спілки композиторів України. С.Тихонова працює завідувачем асистентури-стажування (аспірантури) Донецької музичної академії імені С. С. Прокоф'єва. Особливо високі творчі здобутки має випускник О.Некрасова, член Національної спілки композиторів України О.Скрипник, який став лауреатом республіканських премій імені М. О. Островського і Л. М. Ревуцького, а також міжнародного конкурсу композиторів імені Іванни та Мар'яна Коць, заслуженим діячем мистецтв України, професором, кандидатом мистецтвознавства, спочатку проректором з навчальної роботи, а згодом і ректором Донецької музичної академії імені С. С. Прокоф'єва.
Діяльність О.Некрасова позначена неодноразовим обранням його до керівних органів Національної спілки композиторів України та Донецької композиторської організації, участю в роботі журі музичних конкурсів та фестивалів, призначеннями головою державних комісій під час випускних екзаменів та експертом Державної інспекції Міністерства освіти України з атестації та акредитації музичних навчальних закладів. У 2000—2006 роках він був директором міжнародного конкурсу молодих вокалістів «Солов'їний ярмарок» імені А. Б. Солов'яненка, що проводиться в Донецьку. Багато зроблено О.Некрасовим для культури України, особливо Донеччини, як журналістом і громадським кореспондентом (музичним оглядачем) обласної газети «Донеччина». Численні його статті та музично-критичні матеріали опубліковані у всесоюзному журналі «Советская музыка», республіканських журналах «Музика» та «Українська культура», газеті «Культура і життя», регіональній періодиці.
Аналіз та оцінку творчості О.Некрасова містять численні наукові публікації, його музику включено до навчальних програм музичних навчальних закладів, поряд з творами інших відомих композиторів сучасності вона вже стала основою декількох дисертацій музикознавців України. А різнобічна діяльність О.Некрасова відзначена обласною премією імені С. С. Прокоф'єва (Донецьк, 1992), почесним званням «Заслужений діяч мистецтв України» (1995), почесними дипломами, грамотами та подяками державних та громадських установ, музичних навчальних закладів.

## Перелік творів

### Оркестрова музика

#### Для симфонічного оркестру
- «Каспійська фантазія».- 1985.
- «Сестра сонця», східна новела (сюїта).- 1984.
- «Урочиста увертюра».- 1977; друга ред.- 1979.

Для оркестрів народних інструментів:
- «Гуцульська рапсодія на теми пісень українських композиторів», для оркестру народних інструментів.- 1980.
- «Ілюстрації до народних казок», сюїта для оркестру народних інструментів.- 1982.
- «Три гуцульських гобелени», сюїта для домрового оркестру.- 1993.

### Хорова музика

#### Оригінальні хорові твори
- «Ой ви, хлібні поля», сл. В.Лагоди, для мішаного хору a cappella.- 1985.
- «Сирень», сл. В.Руденка, для мішаного хору a cappella.- 2007.
- «Славень воскресінню Христовому», сл. Й.Струцюка, для мішаного хору a cappella.- 1998.

Хорові твори на теми українських народних пісень:
- Дві фольклорних імпровізації на теми жартівливих українських народних пісень («Весілля Мухи», «Занадився журавель»), для мішаного хору a cappella.- 1994.
- «Пісні з Волині», хоровий цикл з чотирьох фольклорних сюїт:

Фольклорна сюїта № 1 на теми дитячих українських народних пісень, для жіночого хору a cappella.- 1990.
Фольклорна сюїта № 2 на теми українських народних пісень про кохання, для мішаного хору a cappella.- 1990.
Фольклорна сюїта № 3 на теми звичаєво-обрядових українських народних пісень, для жіночого хору a cappella.- 1992.
Фольклорна сюїта № 4 на теми звичаєво-обрядових українських народних пісень, для мішаного хору a cappella.- 1992.
- «Розпилася молодиця», імпровізація на тему жартівливої української народної пісні, для мішаного хору в супроводі фортепіано.- 1991.

### Камерно-інструментальна музика
Для фортепіано, квінтету духових та ударних інструментів:
- «Українське скерцо».- 1986.

Для фортепіано:
- «Вісім прелюдій».- 1991.
- «Гуцульська сюїта» (гобелени).- 1985.
- «Два фантастичних ескізи».- 1986.
- Дві ілюстрації до народних казок («Мертва і жива вода», «Чаклунка»).- 1982.
- «Дві прелюдії».- 1973.
- «Дві прелюдії».- 1981.
- «Дві прелюдії».- 1991.
- Варіації «Дзеркальні структури».- 1977.
- «Елегія».- 1998.
- «Імпровізація».- 1995.
- «Карпатська сюїта».- 1978.
- «Три присвячення Сергієві Сергійовичу Прокоф'єву».- 1992.

Для арфи і фортепіано:
- «Закличка та інтродукція Бояна».- 1988.

Для домри і фортепіано:
- «Варіації».- 1985.
- «Гуцульське коло».- 1994.
- «Елегія».- 1986.

Для баяна:
- «Скерцо».- 1987.
- «Чотири етюди».- 1987.

### Камерно-вокальна музика

#### Циклічні твори
- «Бій», сл. М. Стельмаха, вокальний цикл, для сопрано.- 1976.
- Две басни Ивана Крилова («Лебедь, Рак и Щука», «Волк и Лисица»), для сопрано.- 1973.
- «Люди и песни», вокальний цикл, для тенора.- 1977; друга ред.- 1980
- Два стихотворения Наби Хазри («Когда ты говоришь», «Материнские руки»), для тенора або сопрано.- 1977; друга ред.- 2009.
- Два стихотворения Наби Хазри («Бессонница», «Вершинное облако»), для тенора.- 1980.
- Два стихотворения Наби Хазри («Цветы бы зацвели», «Горы гордятся»), для баритона.- 1981.

Солоспіви:
- «Ви знаєте, як липа шелестить..», сл. П.Тичини, для сопрано або тенора.- 1973.
- «Вийшла до криниці», сл. П.Маха, для сопрано.- 1990.
- «Голос дитинства», сл. В.Гея, для високого голосу.- 1986.
- «Йду я в тумани», сл. П.Маха, для баритона.- 1986.
- «Притча бабиного літа», сл. Й.Струцюка, для сопрано.- 1973.
- «Ти зі мною», сл. Й.Струцюка, для баритона.- 1984.
- «Тиха баллада», сл. М.Сингаївського, для сопрано.- 1974.
- «Травневі роси», сл. В.Рудича, для баритона.- 1987.

Композиції на теми українських народних пісень:
- «Була на Купали», обробка української народної пісні, для сопрано.- 1992.
- Імпровізація на тему жартівливої української народної пісні «Розпилася молодиця», для сопрано.- 1991.

Пісні (понад 30) на слова О. Богачука, С. Дружиновича, А. Землянського, Г. Калюжної, Є. Крижевича, В. Лагоди, Ю. Мальцева, П. Маха, Г. Паська, М. Рибалки, Й. Струцюка, І. Чернецького.

### Музика для дітей

#### Хорові твори
- «Вже сонечко в море сіда», слова Л. Українки, для хору a cappella — 1977.
- «Кізочки», фольклорний диптих на теми дитячих українських народних пісень з Поділля, для хору a cappella.- 1993.
- «Козуню-любуню», вільна обробка української народної пісні, для хору a cappella.- 1994.
- «На зеленому горбочку», сл. Л.Українки, для хору або вокального ансамблю в супроводі фортепіано.- 1980.

Твори для фортепіано та вокальні твори на слова Г. Бойко, Т. Волгіної, В. Ладижця, Г. Паська.

#### Перекладення музичних творів для дітей інших авторів
- Кабалевський Д. «Дитячий альбом», ор. 39 (24 п'єси для фортепіано). Перекладення для скрипки і фортепіано. Редакція партії скрипки А. Каравацького.- 2004.

## Наукові та методичні праці
- Життя в музиці. Документальна монографія // Донецька державна музична академія ім. С. С. Прокоф'єва.- Київ-Донецьк.- 2003.- 212 с.
- Методика викладання інструментовки. Програма для вищих музичних навчальних закладів з фаху «Композиція».- К.: Державний методичний центр навчальних закладів культури і мистецтв.- 2000.
- Методика викладання сольфеджіо. Програма для історико-теоретичних і композиторських факультетів музичних вузів. — К.: Республіканський методичний кабінет навчальних закладів мистецтв і культури.- 1995.
- Музична критика. Статті та матеріали / Загальна редакція, автор вступної статті та коментарів Т. В. Тукова.- Донецьк: Юго-Восток.- 2009.- 188 с.
- Роль музыкального фольклора в нравственном воспитании молодежи. У зб.: Проблемы формирования нравственной культуры. Тезисы докладов научно-практической конференции (г. Донецк, апрель 1995 г.) / Донецкий государственный университет.- Донецк.- 1995.
- Сучасні композиторські техніки у виконавській практиці. Програма для спеціальності 8.020205. «Музичне мистецтво».- 2001.
- Хорова аранжировка. Програма для вищих музичних навчальних закладів з фаху «Хорове диригування».- 1995.
- Хрестоматія зі слухового гармонічного аналізу в курсі сольфеджіо. Практичний посібник для вищих музичних навчальних закладів зі спеціалізації «Хорове диригування»:

Частина перша. Діатоніка.- 1989.
Частина друга. Альтерація.- 1991.
- Статті, критичні матеріали, інтерв'ю в періодиці (понад 60).

## Збірки віршів
Українською мовою*: Заповітна любов. Поезії.- Донецьк.- 2004.- 44 с.
- Чудернацька анатомія людини у віршах для дітей.- Донецьк.- 2006.- 40 с.

Російською мовою*: Воспоминания. Стихи.- Донецк.- 2005.- 50 с.
- Мелодия любви. Стихотворения. Рассказ.- Донецк.- 2007.- 44 с.

## Аудіо
- «Розкопаю я гору», обробка української народної пісні для жіночого хору або вокального ансамблю. Виконавець — квінтет «Укранія»[недоступне посилання з квітня 2019]
- «Занадився журавель», імпровізація на тему жартівливої української народної пісні

## Відео
- «Розкопаю я гору», обробка української народної пісні для жіночого хору або вокального ансамблю. Виконавець — квінтет «Укранія»

- «Елегія», «Гуцульське коло». для домри і фортепіано. Виконавці — Світлана Білоусова (домра), концертмейстер Марина Коваленко (фортепіано)